# Куфр
Куфр (араб. كفر‎ — «неверие», «сокрытие») — термин, которым обозначают самый тяжкий в исламе грех — неверие. Человека, впавшего в куфр, называют кафиром, то есть неверным.

## Разногласия
Уже в первые века существования ислама между различными исламскими течениями возникли разногласия о том, что именно считать куфром и как относиться к совершившему его.
Традиционно «крайней» точкой зрения на куфр считается хариджитская, которая считала грешников кафирами. В противовес хариджитам, в VII — начале VIII веков определилось «умеренное» течение мурджиитов, считавших, что человек, совершивший грех, не становится кафиром, а суждение о нём откладывается (ирджа) до Судного Дня и принадлежит только Аллаху.
Из-за отсутствия в исламе ортодоксии представители любого течения или школы могли обвинить в куфре своих оппонентов. Например, с 833 года по 849 год при аббасидских халифах аль-Мамуне, аль-Мутасиме и аль-Васике исламские богословы подвергались испытаниям (михна), во время которых некоторые богословы были обвинены в многобожии (ширке). Полемика вокруг различных аспектов куфра имела важное значение для формирования политических концепций (например, отношение к неправедному правителю, непогрешимость шиитских имамов и др.) и для разработки важных догматических и правовых вопросов.

## Большой и малый куфр
В исламском богословии различают большой и малый куфр. Человек, умерший кафиром, навечно пребывает в Аду. К большому куфру относится отрицание пяти столпов ислама или имана, придание Аллаху сотоварищей и всё то, что выводит человека из ислама.